# Agesilaos II
Agesilaos II (grekiska Ἀγησίλαος, latin Agesilaus) född 444 eller 442 f.Kr., död 360 f.Kr., konung i Sparta cirka 400-360 f.Kr., var en av forntidens mest berömda fältherrar, son till Archidamos II.
Om hans ungdom är inte mycket känt, förutom att han hade ett pederastiskt förhållande med den spartanske generalen Lysander. Genom Lysanders inflytande valdes Agesilaos till konung, trots att hans brorson Leotychidas, son till Agesilaos halvbror Agis II, egentligen gick före i tronföljden. Då Lysander genomdrivit Agesilaos val till anförare i det krig mot Persien, som man på grund av dess hotande rustningar beslutat föra, frigjorde sig Agesilaos snart från Lysanders förmyndarskap och vann, trots sitt oansenliga yttre - han var till och med halt - allmän beundran för sina stora fältherreegenskaper. Agesilaos utnyttjade de persiska satrapernas avundsjuka sinsemellan och deras otrohet mot sin konung, och vann stora framgångar. Han stod just i begrepp att intränga i det persiska rikets kärnland, då han från Sparta fick befallning att återvända hem.
I Grekland hade nämligen missnöjet med Sparta samt persiskt guld framkallat ett förbund mellan Thebe, Aten, Korinth och Argos, och Lysander hade vid Haliartos blivit besegrad och stupat år 395 f.Kr. Agesilaos begav sig över Hellesponten till Grekland och vann år 394 f.Kr. slaget vid Koroneia i Boiotien. Denna framgång blev dock utan viktigare följder, och trots flera segrar måste Sparta för att kunna behålla övertaget i Grekland sluta sig till sina forna fiender, perserna. Så slöts genom Antalkidas den så kallade antalkidiska freden år 387 f.Kr.
Snart grep dock Thebe till vapen, och Agesilaos försökte förgäves i två fälttåg i Boiotien år 378-377 f.Kr. att kuva thebanerna. Efter Epameinondas seger över spartanerna vid Leuktra år 371 f.Kr. räddades Sparta från att intas endast genom Agesilaos mod och kraftiga försvarsåtgärder. Under de följande åren var Agesilaos i det hela olycklig i sina strider. Då Epameinondas återigen hotande närmade sig Sparta, lyckades Agesilaos ännu en gång rädda detsamma, men han blev kort därpå besegrad i slaget vid Mantineia år 362 f.Kr., i vilket Epameinondas dödligt sårades, och varefter en fred kom till stånd. Följande året drog Agesilaos till Egypten, där han först understödde Teos, som upprest sig mot perserna, och därpå, sedan han råkat i fiendskap med denne, Nektanebos II. Efter att ha hjälpt den senare upp på tronen återvände han med rika skänker, men dog på hemfärden år 360 f. Kr.